# Multi Level Cell
Multi Level Cell, MLC (z ang. komórka o wielu poziomach, komórka wielostanowa) – technologia pamięci flash. Cechuje się wieloma stanami napięć w każdej komórce, co umożliwia zapisanie w niej więcej niż jednego bitu, w przeciwieństwie do pamięci typu SLC (ang. single-level cell), której komórka może znajdować się tylko w dwóch różnych stanach logicznych, przechowując jeden bit informacji.
Większość pamięci MLC jest zaprojektowana do zapisu 2 bitów informacji na każdą komórkę pamięci, co daje 4 możliwe do uzyskania stany logiczne. W czerwcu 2008 roku południowokoreański producent półprzewodnikowych pamięci Hynix zaprezentował pamięci TLC z trzema bitami na komórkę, czyli 8 stanami logicznymi w jednej komórce. W październiku 2009 roku SanDisk rozpoczął produkcję pamięci flash w technologii QLC, która pozwala na przechowywanie 4 bitów w każdej komórce pamięci.
Do projektowania układów pamięci flash, dla których najważniejsza jest pewność zapisu i odczytu, podchodzi się w inny sposób, wręcz przeciwny: wykorzystuje się w nich dwie komórki pamięci do zapisu jednego bitu – dla zminimalizowania prawdopodobieństwa wystąpienia błędu.

## Różnice SLC i MLC
| 32 Mbit | 64 Mbit |

| 120 ns | 150 ns |

Przewagą technologii MLC jest większa gęstość upakowania danych i, co bezpośrednio z tego wynika, niższa cena w stosunku do pojemności. Natomiast wraz ze wzrostem liczby stanów napięć, granice między poszczególnymi stanami się zawężają, co skutkuje zwiększoną podatnością na błędy danych. Aby zredukować tak powstałe przekłamania wymagane jest zastosowanie bardziej złożonego oprogramowania do obsługi zapisu/odczytu.
W roku 2012 firma Samsung w swoich najnowszych napędach SSD serii 840 zaczęła stosować pamięci typu TLC (Triple Level Cell). Jest to 8-stanowy MLC, który ma jeszcze większą gęstość upakowania danych niż 4-stanowy MLC i umożliwia zapisywanie 3 bitów informacji na każdą komórkę pamięci. Układy tego typu mają 10 krotnie mniejszą liczbę cykli zapisu niż pamięci wykorzystujące dwustanowy MLC i aż 100 krotnie mniejszą niż SLC. Liczba ta jest szacowana na około 500 cykli.